# Rajd Piancavallo 1998
19. Rajd Piancavallo (19. Rally Piancavallo) – 19 edycja rajdu samochodowego Rajdu Piancavallo rozgrywanego we Włoszech. Rozgrywany był od 1 do 2 maja 1998 roku. Była to czternasta runda Rajdowych Mistrzostw Europy w roku 1998 (rajd miał najwyższy współczynnik - 20) oraz trzecia runda Rajdowych Mistrzostw Włoch.

## Klasyfikacja rajdu
| Miejsce                                        | Kierowca                                       | Pilot                                          | Samochód                                       | Czas                                           | Strata                                         |                                                |
| Klasyfikacja generalna, ERC i mistrzostw Włoch | Klasyfikacja generalna, ERC i mistrzostw Włoch | Klasyfikacja generalna, ERC i mistrzostw Włoch | Klasyfikacja generalna, ERC i mistrzostw Włoch | Klasyfikacja generalna, ERC i mistrzostw Włoch | Klasyfikacja generalna, ERC i mistrzostw Włoch | Klasyfikacja generalna, ERC i mistrzostw Włoch |
| ---------------------------------------------- | ---------------------------------------------- | ---------------------------------------------- | ---------------------------------------------- | ---------------------------------------------- | ---------------------------------------------- | ---------------------------------------------- |
| 1.                                             | Andrea Dallavilla                              | Danilo Fappani                                 | Subaru Impreza 555                             | 3:15:56.8                                      | 0.0                                            |                                                |
| 2.                                             | Piero Longhi                                   | Maurizio Imerito                               | Toyota Celica GT-Four (ST205)                  | 3:16:24.3                                      | +27.5                                          |                                                |
| 3.                                             | Gianfranco Cunico                              | Luigi Pirollo                                  | Ford Escort WRC                                | 3:17:38.5                                      | +1:41.7                                        |                                                |
| 4.                                             | Andrea Navarra                                 | Renzo Casazza                                  | Subaru Impreza 555                             | 3:17:43.2                                      | +1:46.4                                        |                                                |
| 5.                                             | Angelo Medeghini                               | Barbara Medeghini-Capoferri                    | Ford Escort WRC                                | 3:18:14.5                                      | +2:17.7                                        |                                                |
| 6.                                             | Diego Oldrati                                  | Paolo Lizzi                                    | Subaru Impreza 555                             | 3:21:43.6                                      | +5:46.8                                        |                                                |
| 7.                                             | Claudio De Cecco                               | Alberto Barigelli                              | Ford Escort RS Cosworth                        | 3:22:56.5                                      | +6:59.7                                        |                                                |
| 8.                                             | Paolo Andreucci                                | Sauro Farnocchia                               | Renault Mégane Maxi                            | 3:23:29.3                                      | +7:32.5                                        |                                                |
| 9.                                             | Luca Pedersoli                                 | Giovanni Bernacchini                           | Renault Mégane Maxi                            | 3:25:30.2                                      | +9:33.4                                        |                                                |
| 10.                                            | Pier Lorenzo Zanchi                            | Dario D'Esposito                               | Toyota Celica GT-Four (ST205)                  | 3:26:52.8                                      | +10:56.0                                       |                                                |